# Aschan från Östergötland
Aschan från Östergötland (uttalas aská:n) är en släkt som härstammar från Johannes Aschanius (1643–1707), regementspastor i Pommern och senare kyrkoherde i Rogslösa församling,  som efter födelseorten Aska by i Hägerstads socken, Östergötland, antog namnet Aschanius vilket några av barnen senare förkortades till Aschan. Ändelsen "ius" hade i Karl XII:s armé förbehållits prästerna. En av dessa som namnändrade var sonen Jöns Aschan (1680–1743) som blev kvartermästare i Östgöta kavalleriregemente.
Släkten har en släktförening bildad 1987.

## Kända medlemmar (stamtavla)
- Jöns (Aschanius) Aschan (1680–1743), kvartermästare
  - Peter Georg Aschan (1728–1813), rektor för Trivialskolan i Eksjö
    - Johan Lorentz Aschan (1772–1856), industriman
      - Johan Lorentz Aschan (1804–1868), ryttmästare
        - Nilson Aschan (1844–1923), överstelöjtnant
          - Nils Aschan (1871–1966), ämbetsman och skriftställare
          - Gunnar Aschan (1872–1951), borgmästare
            - Gunnar Aschan (1917-2011), major
              - Anders Aschan (född 1947), bankdirektör
                - Nina Aschan (född 1978), gift med Magnus Aschan (född 1976), journalist
                - Robert Aschan (född 1985), Civilekonom

          - Willand Aschan (1884–1973), regeringsråd
            - Ingegerd Aschan (1917–2006), skådespelare, regissör
              - Erik Aschan (född 1953), trubadur

        - Wilhelm Aschan (1854–1928), överste

      - Karl Georg Aschan (1812–1886), bruksägare
        - Edvard Aschan (1853–1916), godsägare
          - Knut Aschan (1888–1952), major och direktör
            - Gunnar Aschan (1916–1995), läkare och professor
              - Ulf Aschan (född 1946), företagsledare
                - Lisa Aschan (född 1978), regissör

      - Nils Martin Aschan (1777–1858), garvare och rådman
        - Leo Felix Aschan (1808–1892), garverifabrikör och rådman

      - Ulrika Eleonora Aschan (1790–1856), gift med Nils Johan Danielson, kontraktsprost
        - Nils Otto D:son Aschan (1819–1889), apotekare och fabrikör
          - Otto D:son Aschan (1855–1915), godsägare
            - Gustaf D:son Aschan (1897–1983), generalmajor